# トリミング (写真)

トリミングのイメージ図

トリミングとは、暗室や画像編集ソフトウェアでの写真編集において、画像の一部だけを切り出す加工を指す。写真の外形を変えたり、広い意味では印画紙の一部だけにプリントして他を余白にすることもトリミングに含まれる。
ただし英語では、暗室でプリントするときに一部を切り取ることは cropping と言い、仕上がった写真をはさみなどで切って加工することを trimming と言う。

## トリミング機能
Microsoft Officeの各アプリケーション (WordやPowerPoint (パワポ)など) には図をトリミングする機能が搭載されている。
画像の一部分 (辺or角)を切り出したり、Ctrlキーを押下しながらトリミングハンドルをドラッグすることで、縦横比を変えずにトリミングすることも可能である。

## トリミングの影響
トリミングを行うと画角が小さくなる。これは撮影時に焦点距離のより長いレンズを使った場合と同じ効果を生むため、パースペクティブ（遠近感）が弱くなる。また、アスペクト比が変わることによる効果が生じる。

## トリミングへの賛否
写真家や写真愛好家の間ではトリミングを行う是非について意見の賛否が分かれる。
避けるべきという立場からは、「撮った瞬間のインスピレーションを殺すことになる」「ネガを通常より大きく拡大するため画質が悪くなる」といった理由が挙げられる。一切やるべきではないという主義（動画における「ノーカット」と同じ考え方）をとる場合は、暗室でプリントする際にネガのコマより外まで含めることで縁付けし、トリミングを行っていないことを作品上で明示する場合もある。
自由にやってよいという立場からは「表現に最適な枠を決めるのはカメラではなく被写体そのもの」「創造の機会が増えて新たな発見につながる」、また「整頓する」という言葉の意味通り「整えることで見栄えが向上したり、撮影意図をより明確にできる」といった理由が挙げられる。

## トリミングを扱った作品
- 細野不二彦『ギャラリーフェイク』- コミックス単行本 第2巻収録「Art.6 混沌の国にて」（小学館） - 写真ではなく美術絵画（ルノワール作品）のトリミング作業が題材。